# جيرارد فوغن
جيرارد فوغن (بالإنجليزية: Gerard Vaughan)‏ هو مؤرخ الفن أسترالي، ولد في 27 سبتمبر 1953 في دافنبورت في أستراليا.